# Hana and Alice
Pour plus de détails, voir Fiche technique et Distribution.
Hana and Alice (花とアリス, Hana to Arisu, titre international) est un film japonais réalisé par Shunji Iwai, sorti en 2004 au Japon.
Le film repose, à l'origine, sur une série de courts-métrages publicitaires pour la marque Nestlé réalisés en 2003. Il a été présenté dans plusieurs festivals de films internationaux. Il raconte l'histoire de deux adolescentes, Hana (Anne Suzuki) et Alice (Yū Aoi).
Le réalisateur dirige une préquelle animée en 2015 : Hana et Alice mènent l'enquête.

## Fiche technique
- Titre : Hana and Alice
- Titre : 花とアリス (Hana to Arisu)
- Réalisation : Shunji Iwai
- Scénario : Shunji Iwai
- Musique : Shunji Iwai
- Photographie : Noboru Shinoda
- Montage : Shunji Iwai
- Production : Shunji Iwai
- Société de production : Rockwell Eyes
- Pays :  Japon
- Genre : Comédie dramatique et romance
- Durée : 135 minutes
- Dates de sortie : 
  -  Japon : 13 mars 2004

## Distribution
- Anne Suzuki : Hana Arai
- Yū Aoi : Tetsuko Arisugawa (Alice)
- Tomohiro Kaku : Masashi Miyamoto
- Shōko Aida : Kayo Arisugawa
- Hiroshi Abe : Compagnon de Kayo
- Sei Hiraizumi : Kenji Kuroyanagi
- Takao Ōsawa : Ryo Taguchi
- Ryōko Hirosue : directrice
- Ayumi Itō : caméo
- Mika Kano : caméo (elle-même)